# Campionato europeo maschile under 21 di calcio 1990
Il campionato di calcio europeo Under-21 1990, 7ª edizione del campionato europeo di calcio Under-21 organizzato dalla UEFA, si è svolto dal 21 febbraio al 17 ottobre 1990. Il torneo è stato vinto dall'Unione Sovietica per la seconda volta.
Le fasi di qualificazione hanno avuto luogo tra il 30 agosto 1988 e il 29 novembre 1989 e hanno designato le otto nazionali finaliste che si sono affrontate in gare a eliminazione diretta con andata e ritorno.
La doppia finale si è disputata il 5 settembre e il 17 ottobre 1990 tra le formazioni della Jugoslavia e dell'Unione Sovietica.

## Qualificazioni

### Squadre qualificate
| Squadra          |
| ---------------- |
| Bulgaria         |
| Cecoslovacchia   |
| Germania Ovest   |
| Italia           |
| Jugoslavia       |
| Spagna           |
| Svezia           |
| Unione Sovietica |

## Fase finale
|  | Quarti di finale | Quarti di finale | Quarti di finale |                  |            | Semifinali | Semifinali | Semifinali |  |  | Finale | Finale     | Finale |
|  |                  |                  |                  |                  |            |            |            |            |  |  |        |            |        |
|  |                  | Jugoslavia       | 3                |                  |            |            |            |            |  |  |        |            |        |
|  |                  | Bulgaria         | 0                |                  |            |            |            |            |  |  |        |            |        |
|  |                  | Bulgaria         | 0                |                  | Jugoslavia | 2          |            |            |  |  |        |            |        |
|  |                  |                  |                  |                  | Jugoslavia | 2          |            |            |  |  |        |            |        |
|  |                  |                  | Italia           | 2                |            |            |            |            |  |  |        |            |        |
|  |                  | Italia           | Italia           | 2                | 3          |            |            |            |  |  |        |            |        |
|  |                  | Italia           |                  |                  | 3          |            |            |            |  |  |        |            |        |
|  |                  | Spagna           | 2                |                  |            |            |            |            |  |  |        |            |        |
|  |                  |                  |                  |                  |            |            |            |            |  |  |        | Jugoslavia | 3      |
|  |                  |                  |                  | Unione Sovietica | 7          |            |            |            |  |  |        |            |        |
|  |                  | Cecoslovacchia   | 1                |                  |            |            |            |            |  |  |        |            |        |
|  |                  | Svezia           | 6                |                  |            |            |            |            |  |  |        |            |        |
|  |                  | Svezia           | 6                |                  | Svezia     | 1          |            |            |  |  |        |            |        |
|  |                  |                  |                  |                  | Svezia     | 1          |            |            |  |  |        |            |        |
|  |                  |                  | Unione Sovietica | 3                |            |            |            |            |  |  |        |            |        |
|  |                  | Unione Sovietica | Unione Sovietica | 3                | 3          |            |            |            |  |  |        |            |        |
|  |                  | Unione Sovietica |                  |                  | 3          |            |            |            |  |  |        |            |        |
|  |                  | Germania Ovest   | 2                |                  |            |            |            |            |  |  |        |            |        |

### Quarti di finale
Andata 14 marzo, ritorno 28 marzo 1990.
| Squadra 1        | Totale | Squadra 2      | Andata | Ritorno     |
| ---------------- | ------ | -------------- | ------ | ----------- |
| Jugoslavia       | 3 - 0  | Bulgaria       | 2 - 0  | 1 - 0       |
| Italia           | 3 - 2  | Spagna         | 3 - 1  | 0 - 1       |
| Cecoslovacchia   | 1 - 6  | Svezia         | 1 - 2  | 0 - 4       |
| Unione Sovietica | 3 - 2  | Germania Ovest | 1 - 1  | 2 - 1 (dts) |

#### Gara di andata
| Arbitro: | William Syme |

|                               |           |                   |
| Stroppa 3’, 76’ Casiraghi 54’ | Marcatori | 88’ (rig.) Hierro |

| Arbitro: | Bruno Galler |

|                           |           |  |
| Prosinečki 32’ Bokšić 79’ | Marcatori |  |

| Arbitro: | Kaj Natri |

|             |           |                |
| Šalimov 66’ | Marcatori | 9’ (aut.) Bal' |

| Arbitro: | Gerasimos Germanako |

|           |           |                        |
| Siegl 57’ | Marcatori | 52’ Brolin 87’ Jansson |

#### Gara di ritorno
| Arbitro: | Ignatius van Swieten |

|                |           |  |
| Mendiguren 77’ | Marcatori |  |

| Arbitro: | Manfred Roßner |

|  |           |           |
|  | Marcatori | 13’ Šuker |

| Arbitro: | Einar Halle |

|                 |           |                              |
| Hochstätter 37’ | Marcatori | 67’ Čugunov 115’ Sydel'nykov |

| Arbitro: | John Spillane |

|                                               |           |  |
| Andersson 45’ Rehn 62’ Brolin 77’ Jansson 87’ | Marcatori |  |

### Semifinali
Andata 11 e 25 aprile, ritorno 9 maggio 1990.
| Squadra 1  | Totale      | Squadra 2        | Andata | Ritorno |
| ---------- | ----------- | ---------------- | ------ | ------- |
| Jugoslavia | 2 - 2 (gfc) | Italia           | 0 - 0  | 2 - 2   |
| Svezia     | 1 - 3       | Unione Sovietica | 1 - 1  | 0 - 2   |

#### Gara di andata
| Zagabria 25 aprile 1990 | Jugoslavia     | 0 – 0 referto | Italia | Stadio Maksimir (15,000 spett.)\| Arbitro: \| Werner Föckler \| |
| Arbitro:                | Werner Föckler |               |        |                                                                 |

| Arbitro: | Guy Goethals |

|               |           |                    |
| Andersson 70’ | Marcatori | 72’ (rig.) Šalimov |

#### Gara di ritorno
| Arbitro: | Heinz Holzmann |

|                             |           |                     |
| Simone 24’ Đukić 58’ (aut.) | Marcatori | 17’ Šuker 61’ Boban |

| Arbitro: | Gérard Biguet |

|                             |           |  |
| Kolyvanov 27’ Kir'jakov 47’ | Marcatori |  |

### Finale
| Squadra 1  | Totale | Squadra 2        | Andata | Ritorno |
| ---------- | ------ | ---------------- | ------ | ------- |
| Jugoslavia | 3 - 7  | Unione Sovietica | 2 - 4  | 1 - 3   |

#### Gara di andata
| Arbitro: | Gérard Biguet |

|                     |           |                                                    |
| Šuker 21’ Jarni 64’ | Marcatori | 9’, 49’ Sydel'nykov 42’ Černyšov 84’ Dobrovol'skij |

#### Gara di ritorno
| Arbitro: | Pietro D'Elia |

|                                                |           |            |
| Dobrovol'skij 10’ Mostovoj 46’ Kančel'skis 76’ | Marcatori | 80’ Bokšić |